# Jacob Harris
Jacob Harris (Palm Harbor, Florida, 16 de abril de 1997) es un jugador profesional estadounidense de fútbol americano que se desempeña en la posición de wide receiver en Jacksonville Jaguars, equipo de la National Football League (NFL).

## Carrera
Fue seleccionado en la cuarta ronda en la Reunión Anual de Selección de Jugadores de la NFL de 2021. Hizo su debut profesional con el equipo Los Angeles Rams, en el cual jugó dos temporadas (2021-2023), luego pasó a Jacksonville Jaguars, donde lleva jugando una temporada.